# Helotrephidae
Helotrephidae – rodzina wodnych pluskwiaków różnoskrzydłych z infrarzędu Nepomorpha i nadrodziny Notonectoidea.

## Opis
Pluskwiaki o kulistawym do nieco spłaszczonego ciele długości od 1 do 4 mm. Głowa zlana z przedpleczem formując cephalonotum. Granica pomiędzy głową a przedpleczem w postaci płytkiego, falistego szwu. Czułki o 1 lub 2 segmentach, z których ostatni długo oszczecony. Kłujka walcowata lub stożkowata, złożona z 4 członów i zakończona labellum. Zakrywka silnie zredukowana. Przedstopia z parą pazurków, krótkich parempodiów i co najmniej brzusznym arolium. Na spodzie tułowia i części odwłoka blaszkowaty kil. Samiec ma komorę genitalną obróconą w lewo o kąt 90°. Pokładełko u samicy nieobecne. 

## Rozprzestrzenienie
Występują w Azji południowej i południowo-wschodniej, Afryce, na Madagaskarze i w Ameryce Południowej.

## Systematyka
Do rodziny tej należy 5 podrodzin:
- Fischerotrephinae Zettel, 1994
- Helotrephinae Esaki et China, 1927
- Idiocorinae Esaki et China, 1927
- Neotrephinae China, 1940
- Trephotomasinae Papáèek, Štys et Tonner, 1988